# David Tudor
David Eugene Tudor (Filadèlfia, 20 de gener de 1926 – Tompkins Cove, Nova York, 13 d'agost de 1996) va ser un pianista i compositor estatunidenc de música experimental.
Tudor va estudiar piano amb Stefan Wolpe i al temps va guanyar fama com un dels principals intèrprets de música avantgarde per a piano.
En 1950, va ser el primer pianista a tocar la Piano Sonata No. 2 de Pierre Boulez a Amèrica del Nord, i una gira europea en 1954 va fer molt per augmentar la seva reputació. L'any següent, Karlheinz Stockhausen li va dedicar el seu Klavierstück VI. Tudor també va ser un dels primers a interpretar peces de Morton Feldman i La Munti Young.
El nom de Tudor està fortament lligat al del compositor John Cage, ja que el pianista va ser el primer intèrpret d'algunes de les seves més famoses peces: Music of Changes,Concerto For Piano and Orchestra i la famosa 4′33″. Moltes de les composicions de Cage van ser escrites o bé especialment per a Tudor, o bé tenint-lo present; ambdós van treballar junts intensament en diverses peces, tant de música per a piano com de música electrònica. Després que la mort de Cage, en 1992, Tudor el va reemplaçar com a director musical de la Companyia de Ball de Merce Cunningham.
Durant el període comprès entre 1956 i 1961 Tudor va exercir la docència a Darmstadt; en els anys següents el seu interès va passar gradualment de la interpretació a la composició. Les seves obres, moltes comissionades per Merce Cunningham, eren principalment de música electrònica, i en general anaven acompanyades d'elaborades representacions escèniques. Una d'aquestes peces, Reunion (1968), escrita en col·laboració amb Lowell Cross, inclou un joc d'escacs en el qual cada moviment és correspost amb un efecte de llum o una projecció. En la premier, qui jugaven als escacs eren John Cage i Marcel Duchamp.
També va crear el grup Rainforest, juntament amb John Driscoll, Phil Edelstein, Ralph Jones, Martin Kalve, i Bill Viola.

## Discografia
Com a compositor
- Neural Synthesis Ns. 6-9
- Neural Synthesis Ns. 6-9
- David Tudor Plays Cage & Tudor
- Three Works for love electronics
- Rainforest IV
- Rainforest II
- Rainforest
- Pulsers & Untitled
- Microphone

Com a pianista
- Kontakte
- Indeterminacy
- Music for Merce Cunningham
- A chance Operation: A John Cage Tribute
- A Larry Austin Retrospective: 1967-1994
- The composer in the computer age II
- Piano Avant-Garde
- Klaviertstuecke
- Motor Feldman
- The 25-year retrospective concert of the music of John Cage
- Cage: The Piano Concertos, Fourteen
- Marcel Duchamp and John Cage: Reunion
- John Cage: Indeterminacy
- John Cage: Cartridge Music
- Extended Voices
- A second Wind for Organ.